# Grasshopper (ракета)

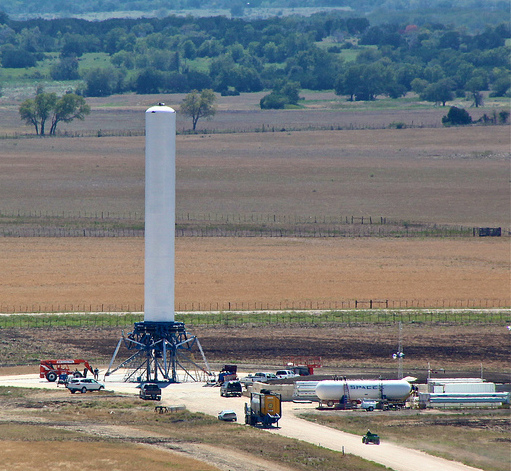
Grasshopper, 12 сентября 2012

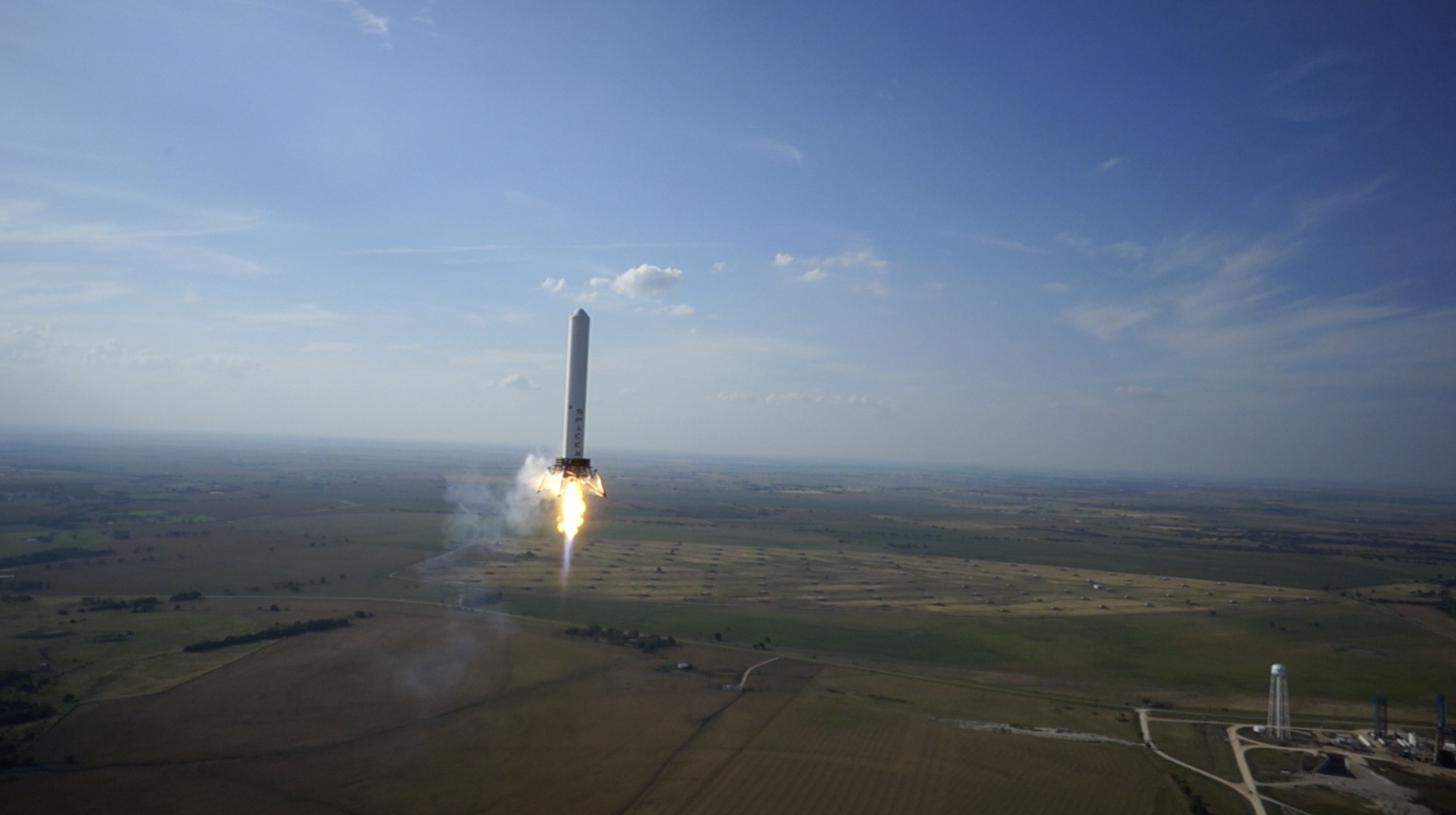
Grashopper, 325-Meter-Test, 14.6.2013

Грассхоппер (англ. Grasshopper, дословно — «кузнечик») — ракета вертикального взлета и вертикальной посадки, летающий стенд, построенный с целью разработки и тестирования технологий, необходимых SpaceX для создания многоразовых ракетных систем.
О создании аппарата «Грассхоппер» было объявлено в 2011 году, а уже в 2012 году начались испытания взлета и посадки на малой высоте и скорости.
«Грассхоппер» является одним из элементов тестовой программы многоразовой транспортной системы, которая включает в себя испытания на малой высоте и низкой скорости на полигоне SpaceX в штате Техас, а также высотные и высокоскоростные испытания с регулируемой скоростью спуска во время завершения коммерческих программ полета ракет-носителей Falcon 9 начиная с середины 2013 года.
Grasshopper тестировался компанией SpaceX с целью развития многоразовых ракет Falcon 9 и Falcon Heavy, которым потребуется вертикальная посадка первой ступени с почти пустыми баками, используя двигатели.

## История
О «Грассхоппер» впервые публично было объявлено в третьем квартале 2011 года, когда журналисты впервые написали о нём после анализа нормативных документов правительства США о космических запусках.
Вскоре после этого, SpaceX подтвердила существование программы развития такого транспортного средства, и планировала начать тестовые полеты в 2012 году.
«Грассхоппер» начал лётные испытания в сентябре 2012 года с краткого 3-секундного прыжка на полигоне компании в Техасе, за ним последовал второй 8-секундный прыжок в ноябре того же года, при этом он взял на стенде высоту около 5,4 метра от земли, третий полет был выполнен в декабре 2012 года с результатом 29 секунд и высотой 40 метров.
В феврале 2012 года SpaceX объявила, что они планировали несколько вертикальных взлетов и вертикальных посадок во время испытательных полетов в течение этого года и надеялись преодолеть сверхзвуковой барьер в четвёртом квартале..
SpaceX не раскрывает других подробностей о планах запуска «Грассхоппер», но генеральный директор Элон Маск подтвердил, что часть высотных испытаний может пройти на ракетном полигоне White Sands в Нью-Мексико.
В июне 2012 SpaceX объявила, что намерена выполнить первый испытательный полет «в ближайшие пару месяцев». Обновленные фотографии ракеты на тестовом полигоне появились в новостной статье 11 сентября 2012 года, а тестовая программа
полетов началась 21 сентября 2012 года.
Начиная с октября 2012 SpaceX обсуждала развитие второго поколения транспортной системы «Грассхоппер», которая бы имела облегченные опорные ноги, складывающиеся по бокам ракеты и другой отсек двигателя, почти на 50 % больше чем в
первом поколении «Грассхоппер».
Программа летных закрыта.

## Описание

### Grasshopper v1.0
Когда описание «Грассхоппер» впервые появилось в сентябре 2011 года, ракета состояла из бака первой ступени Falcon 9, одного двигателя Merlin-1D, четырёх стальных посадочных ног и опорной конструкции, дополнительные баки давления крепились к опорной конструкции, вся эта конструкции была высотой 32 метра. Фотографии представленные в сентябре 2012 года показали более сложную посадочную систему, с баком и ракетным двигателем, как описано выше.
Grasshopper может садиться на Землю с точностью вертолёта.
7 октября 2013 года Grasshopper v1.0 совершил восьмой и последний полёт, достигнув высоты 744 метра.

### Grasshopper v1.1
В октябре 2012 года SpaceX объявило о второй версии «Грассхоппер», которая будет иметь откидывающиеся посадочные ноги и будет построена на базе более длинной платформы Falcon v1.1. По состоянию на март 2013 года v1.1 Grasshoper будет состоять из бака первой ступени ракеты Falcon 9 v.1.1, именно он использовался в квалификационных испытаниях в Техасе в рамках SpaceX Rocket Development and Test Facility в течение нескольких месяцев. Он использован в качестве следующего Grasshopper c посадочными ногами приспособленными для полета. Тестовые полеты проводились только на ракетном полигоне White Sands в Нью-Мексико.

## Программа испытательных полётов
Лётные испытания будут включать дозвуковые и сверхзвуковые полёты.
Из опубликованной в 2011 году информации можно сделать вывод, что дозвуковые испытательные полёты будут выполняться на полигоне SpaceX McCregor в штате Техас в три этапа, при максимальной высоте полета от 200 до 3500 метров, в течение от 45 до 160 секунд (от 0,75 до 2,7 мин.). Как ожидается, испытания продлятся до трёх лет, инициатива FAA позволяет выполнять до 70 суборбитальных пусков в год. Компанией SpaceX был построен пусковой комплекс в форме полуарки для
сопровождения программы испытательных полётов. В сентябре 2012 года SpaceX объявила, что они просили у FAA разрешения на увеличение высоты некоторых из первых тестовых полётов.
Сверхзвуковые лётные испытания могли начаться уже в конце 2012 года на полигоне White Sands или McGregor в Техасе, но никаких подробностей компания не предоставила.
Первый испытательный полёт, названный журналистом Кларком Линдси «Короткий прыжок», произошёл: 21 сентября 2012 года. Прыжок полупустой ступени ракеты-носителя был высотой 1,8 м и продлился 3 секунды.
«С нетерпением ждем следующего года», заявил генеральный директор Элон Маск в ноябре 2012 года:

В течение ближайших нескольких месяцев, мы будем постепенно увеличивать высоту и скорость, думаю, что этот путь не будет гладким, нам сильно повезёт, если получится избежать неудач. Вертикальная посадка является чрезвычайно важным прорывом — экстремальное, быстрое повторное использование.
Оригинальный текст (англ.)Over the next few months, we’ll gradually increase the altitude and speed, I do think there probably will be some craters along the way; we’ll be very lucky if there are no craters. Vertical landing is an extremely important breakthrough — extreme, rapid reusability.

Тогда в марте 2013 Маск говорил, что в SpaceX надеются достичь гиперзвуковой скорости до конца 2013 года.

### Этапы испытаний
SpaceX определило несколько этапов испытаний.
Этап 1: Цель этапа 1 является проверка общей способности «Грассхоппер» на выполнение многоразовой (VTVL) миссии. Во время фазы 1, Grasshopper будет запущен и поднимется до 70 метров над уровнем земли, а затем уменьшит тягу и
спустится, приземляясь обратно на площадку примерно через 45 секунд после старта.
Этап 2: В ракету будет загружено немного меньше топлива, и будет использован другой профиль тяги, а максимальная высота будет увеличена до 200 метров, все ещё ниже класса E воздушного пространства (по FAA). Длительность полёта во время фазы 2 снова примерно 45 секунд.
Этап 3: Целью фазы 3 является проверка способности «Грассхоппер», выполнить многоразовую миссию (VTVL) на больших высотах и больших скоростях подъёма и спуска. Чтобы добиться этого, максимальная высота миссии будет постепенно
увеличена с 200 метров до 3500 метров. Последовательность высот всего испытания была бы 365 метров, 760 метров, 5000 футов, 1500 метров и 3500 метров. Максимальная продолжительность тестового полета будет составлять приблизительно
160 секунд.

### Тестовые полеты
| Этап | Тест # | Дата       | Высота | Длительность | Примечание |
| ---- | ------ | ---------- | ------ | ------------ | --- |
| 1    | 1      | 2012-09-21 | 1,8 м. | 3 с.         | |
| 1    | 2      | 2012-11-01 | 5,4 м. | 8 с.         | |
| 1    | 3      | 2012-12-17 | 40 м.  | 29 с.        | Первый полет с манекеном ковбоя |
| 1    | 4      | 2013-03-07 | 80 м.  | 34 с.        | Соотношение тяги к весу при посадке превысило единицу                                                                                      |
| 2    | 5      | 2013-04-17 | 250 м. | 61 с.        | Полет выполнялся во время сильного ветра                                                                                                   |
|      | 6      | 2013-06-14 | 325 м. | 68 с.        | |
|      | 7      | 2013-08-13 | 250 м  | 60 с.        | Ракета впервые осуществила манёвр со смещением в сторону на 100 м на высоте 250 м, после чего опустилась обратно в центр взлётной площадки |
|      | 8      | 2013-10-07 | 744 м  | 79 с.        | Последний полет Grasshopper v1.0. |

### Летные испытания над водой
В марте 2013 года SpaceX объявила, что, начиная с первого полета удлиненной версии ракеты-носителя Falcon 9 или общего шестого полёта Falcon 9, которая планировалась на июнь 2013 года, каждая первая ступень будет оснащена оборудованием для управляемого спуска. SpaceX испытала обратный импульс двигателем над водой и «будет продолжать делать такие тесты, пока не сможет возвращать на место запуска и приземлять с помощью двигателя. Компания ожидает нескольких неудач прежде чем научится делать это правильно».
В полёте, который состоялся ранним летом 2013, после стадии разделения первая разгонная ступень сделала импульс, чтобы замедлиться, а затем второй импульс перед тем как достигнет воды. Когда все надводные тесты завершатся, первые ступени будут лететь обратно к месту старта и выполнять посадку при помощи двигателя, возможно, уже в середине 2014 года. Надводные тесты будут происходить как в Тихом, так и в Атлантическом океанах, к югу от базы ВВС Ванденберг и к востоку от мыса Канаверал.
SpaceX не ожидает успешного восстановления первой ступени в первые несколько тестовых запусков.
2015
С пятой попытки SpaceX удалось совершить вертикальную посадку первой ступени ракеты-носителя Falcon 9 на плавучую платформу в океане. До этого у компании получалось приземлить её только на суше. Аппарат доставлял грузовой модуль Dragon к Международной космической станции, запуск состоялся с космодрома на мысе Канаверал в 23:43 по киевскому времени 8 апреля.